# Les Chevaux de feu (nouvelle)
 (mars 2022).
La mise en forme du texte ne suit pas les recommandations de Wikipédia : il faut le « wikifier ».
Les points d'amélioration suivants sont les cas les plus fréquents. Le détail des points à revoir est peut-être précisé sur la page de discussion.
- Les titres sont pré-formatés par le logiciel. Ils ne sont ni en capitales, ni en gras.
- Le texte ne doit pas être écrit en capitales (les noms de famille non plus), ni en gras, ni en italique, ni en « petit »…
- Le gras n'est utilisé que pour surligner le titre de l'article dans l'introduction, une seule fois.
- L'italique est rarement utilisé : mots en langue étrangère, titres d'œuvres, noms de bateaux, etc.
- Les citations ne sont pas en italique mais en corps de texte normal. Elles sont entourées par des guillemets français : « et ».
- Les listes à puces sont à éviter, des paragraphes rédigés étant largement préférés. Les tableaux sont à réserver à la présentation de données structurées (résultats, etc.).
- Les appels de note de bas de page (petits chiffres en exposant, introduits par l'outil «  Source ») sont à placer entre la fin de phrase et le point final[comme ça].
- Les liens internes (vers d'autres articles de Wikipédia) sont à choisir avec parcimonie. Créez des liens vers des articles approfondissant le sujet. Les termes génériques sans rapport avec le sujet sont à éviter, ainsi que les répétitions de liens vers un même terme.
- Les liens externes sont à placer uniquement dans une section « Liens externes », à la fin de l'article. Ces liens sont à choisir avec parcimonie suivant les règles définies. Si un lien sert de source à l'article, son insertion dans le texte est à faire par les notes de bas de page.
- La présentation des références doit suivre les conventions bibliographiques. Il est recommandé d'utiliser les modèles {{Ouvrage}}, {{Chapitre}}, {{Article}}, {{Lien web}} et/ou {{Bibliographie}}. Le mode d'édition visuel peut mettre en forme automatiquement les références.
- Insérer une infobox (cadre d'informations à droite) n'est pas obligatoire pour parachever la mise en page.

Pour une aide détaillée, merci de consulter Aide:Wikification.
Si vous pensez que ces points ont été résolus, vous pouvez retirer ce bandeau et améliorer la mise en forme d'un autre article.
Pour l’article homonyme, voir Les Chevaux de feu.
Les Chevaux de feu (en ukrainien Тіні забутих предків ; en anglais Shadows of Forgotten Ancestors) est un roman de l'écrivain ukrainien Mykhaïlo Kotsioubynsky écrit en 1911 sur son séjour dans la région Hutsule. L'ouvrage conte l'amour de deux Hutsuls issus de familles rivales, Marichka et d'Ivan. L'histoire se termine tragiquement pour les deux protagonistes. Le roman se concentre sur les différents aspects de la vie Hutsul dont des éléments du folklore.
Le roman a été transposé en un ballet en 1960 sur une musique de Vitaly Kyreiko. En 1964, une adaptation cinématographique du roman de Sergueï Paradjanov est projetée à Kiev.

## Résumé
Dans un village proche de la rivière Tcheremoch vivent deux enfants, Ivan Paliychuk et Marichka Gutenyuk. Ivan est solitaire et très curieux de la sorcellerie et des mauvais esprits. Sa mère le croit être un changelin, une fée laissée à la place d'un enfant humain volé. À son septième anniversaire, Ivan bien que seul, entend un bruit étrange. Il apprend plus tard la rivalité de longue date entre les familles Paliychuk et Gutenyuk et assiste à une tentative d'assassinat contre son père. Ce dernier succombe à ses blessures quelques jours plus tard. En représailles, Ivan se venge en attaquant Marichka, la fille du tueur, et jette ses rubans de cheveux dans la rivière. Cependant, ils sont jeunes, au fil du temps, en grandissant, les deux enfants oublient l'incident.
Les deux enfants des familles opposées ont grandi. Ivan et Marichka s'occupent peu à peu ensemble des moutons de leurs familles et finissent par tomber amoureux à l'âge de treize ans. Cependant, depuis la mort du père d'Ivan, l'économie est en forte baisse. Le jeune homme va maintenant travailler dans le pré en été, gardant les moutons, les trayant et fabriquant des bundz et des bryndza.
Une nuit, alors qu'Ivan gardait le bûcher, Marichka le revoit. Mais une fois rentré de la prairie, Ivan apprend qu'une inondation a tué Marichka. Il retrouve le corps de sa bien-aimée et, accablé de chagrin, erre dans les montagnes et vit de la terre. Il est considéré comme mort dans le village.
Six ans passent. Ivan revient chez lui. Il dit avoir travaillé comme berger en Hongrie et épouse une fille d'une riche famille locale puis s'installe. Cependant, sa femme commence à fréquenter un homme nommé Yura, un molfar (magicien) qui manie prétendument une magie puissante, derrière son dos. Ivan se bat avec Yura au bar du local et parvient à le blesser. Le molfar y a cassé son arme. Ivan part, mais soupçonne que le molfar, en usant de sa sorcellerie, le tue lentement. Plus tard, Ivan espionne le molfar Yura. Il le voit exercer sa magie en poignardant une poupée, envoyant la maladie et la mort.
Ivan retourne à l'endroit où il marchait autrefois avec sa bien-aimée. Marichka lui apparaît sous la forme d'un esprit de la forêt que l'on nomme une mavka. Puis, soudainement, elle disparaît et Ivan allume volontairement un incendie. Attiré par le feu, le Chuhaister, dieu protecteur des forêts, s'approche d'Ivan. Il lui demande où se trouve la mavka, mais, se souvenant d'une légende selon laquelle le Chuhaister chasse la mavka, Ivan ne révèle pas qu'il avait vu Marichka. Le Chuhaister invite Ivan à danser en jouant une chanson de son enfance. Épuisé par la danse, Ivan finit par s'endormir. Cependant, la voix du mavka l'appelle plus profondément dans la forêt, et il la suit à la recherche de sa bien-aimée espérant la retrouver. En marchant dans un sous-bois épais, il tombe dans un précipice et se retrouve gravement blessé. Ce n'est que le lendemain que des bergers locaux le retrouvent vivant mais grièvement blessé, et il finit par succomber rapidement à ses blessures.
Ivan est enterré selon les rites et coutumes locales du peuple Hutsul, avec des danses et des chants. Les réjouissances durant cet enterrement augmentent rapidement, et au rythme de la danse, le corps d'Ivan commence à trembler, comme s'il était vivant, au rythme de la trembita.

## Histoire
En 1910, Mykhaïlo Kotsioubynsky a séjourné dans les Carpates et a visité le village de Kryvorivnia. Son court séjour dans cette région n'a pas suffi à lui procurer toute la matière pour écrire un roman entier, mais la nature pittoresque et la vie vierge des habitants lui ont donné une envie durable d'écrire sur ce peuple Hutsul. Plus tard, il y est retourné et a, de nouveau, visité la région. Il y est resté pour étudier les coutumes, la vie et le folklore de ses habitants. Selon Kotsiubynsky, les Hutsuls du XXe siècle sont restés païens. Ses impressions sur la captivité qu'exerce la magie sur les montagnards ont constitué la base de son histoire.

## Personnages
- Ivan Paliychuk : Personnage central de l'histoire, le 19e enfant de sa famille, bien que la plupart de ses frères et sœurs soient morts jeunes. Il est un paria social et s'enfuit souvent dans les bois. Il connaît bien les herbes et connaît de nombreuses histoires sur les mauvais esprits.
- Marichka Gutenyuk : l'amant d'Ivan de la famille rivale Gutenyuk. A un talent poétique, et compose et chante des chansons. Quand Ivan part, elle est tuée dans une inondation et se manifeste plus tard à lui comme une mavka, le conduisant à sa mort.
- Palagna : Une fille d'une famille riche qu'Ivan épouse après la mort de Marichka. Cependant, elle est en colère contre Ivan et ne le comprend pas, ni ses chansons. Elle a une liaison avec un voisin, un molfar nommé Yura, et approuve sa sorcellerie.
- Yura : Un molfar doté de capacités surnaturelles. Il a la capacité de contrôler le temps, de sauver le bétail et de nuire aux gens. Il cherche à causer la maladie et la mort d'Ivan.

## Adaptations

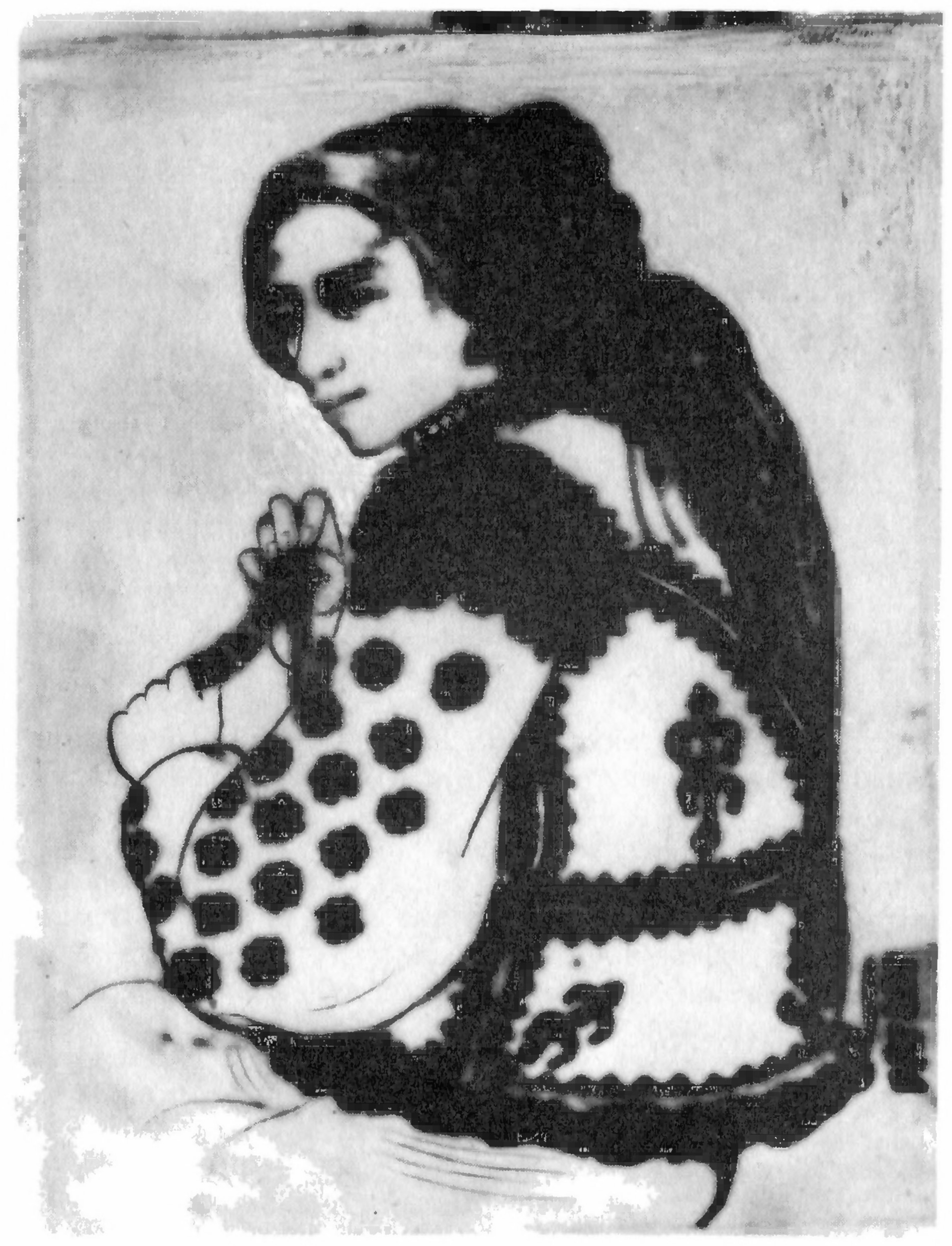
Mykhailo Kotsyubinsky travaille. Ombres des ancêtres oubliés numéro 2

### Cinéma
En 1964, une adaptation cinématographique de Sergei Parajanov basée sur le roman est sortie. Les rôles principaux ont été joués par Ivan Mykolaychuk (Ivan), Larysa Kadochnikova (Marichka), Tetyana Bestaeva (Palagna) et Spartak Bagashvili (Yura). La première de ce film donnera lieu à des manifestations de dissidents ukrainiens dont Ivan Dziouba.

### Théâtre
En 2014, Vinnytsia a accueilli un projet littéraire et artistique appelé Tour of One Work. Cet événement était dédié au 150e anniversaire de la naissance de l'auteur Mykhailo Kotsiubynsky. Il comprenait une exposition du bureau de l'écrivain, une représentation théâtrale basée sur cette nouvelle Shadows of Forgotten Ancestors et une installation vidéo. La représentation théâtrale a été basée sur une alternance d'extraits du roman et de récits sur le processus de sa création. 

### Ballet
En 1960, une adaptation sous forme d'un ballet de Vitaly Kyreiko est créée au Théâtre de Lviv et son livret a été écrit par Natalia Skorulska et Florian Kotsyubynsky. Le ballet a de nouveau été mis en scène à l'Opéra de Kiev. Un film sur le ballet de 1990 est sorti sur la base de cette deuxième représentation.

### Radio
Le 4 mars 2022, France Culture diffuse une série Veillée pour l'Ukraine dans laquelle le 5e épisode est la lecture du conte Les Chevaux de feu de Mykhaïlo Kotsioubynsky, traduit par Jean-Claude Marcadé et conté par Juliette Binoche, Isabelle Huppert, Pierre Arditi, Laurent Gaudé, Laurent Lafitte et Emmanuelle Béart.